# Соболево (Белостокский повет)
Соболе́во (пол. Sobolewo) — деревня в Белостокском повете Подляского воеводства Польши. Входит в состав гмины Супрасль. По данным переписи 2011 года, в деревне проживало 1230 человек.

## География
Деревня расположена на северо-востоке Польши, на расстоянии приблизительно 9 километров (по прямой) к востоку от города Белостока, административного центра повета. Абсолютная высота — 147 метров над уровнем моря. К северу от деревни проходит автомагистраль 65.

## История
В конце XVIII века Соболево входило в состав Гродненского повета Трокского воеводства Великого княжества Литовского.

Согласно переписи 1921 года, в Соболево проживало 324 человека (149 мужчин и 175 женщин) в 44 домах. Большинство жителей были католиками (245 человек), остальные — православные. В период с 1975 по 1998 годы деревня являлась частью Белостокского воеводства.